# Interxion
Interxion war ein Anbieter von Cloud- und Carrier-neutralen Rechenzentrums-Dienstleistungen für Colocation. Das Unternehmen betrieb zuletzt 57 Rechenzentren in elf europäischen Ländern, davon 14 in Frankfurt am Main und zwei in Düsseldorf. Interxion bot Zugang zu mehr als 700 Carriern und Internet Service Providern (ISPs) sowie 21 Internet-Knoten, darunter DE-CIX. Interxion wurde 1998 in den Niederlanden gegründet, der Hauptsitz befand sich am Flughafen Schiphol. 2020 schloss sich Interxion mit Digital Realty zusammen.

## Geschichte
Interxion wurde 1998 gegründet und dabei durch diverse internationale Investoren unterstützt, unter anderem Baker Capital, Cobepa, Bear Stearns, Credit Suisse First Boston, Goldman Sachs, Morgan Stanley Dean Witter, Parcom Capital und Nautic Partners.
Europaweit stellte Interxion in seinen Rechenzentren Dienstleistungen in den Bereichen Cloud, Colocation, Connectivity und Managed Services für Unternehmen wie Coca-Cola, IBM, DFN, Lease-lab, RTL Interactive oder Siemens zur Verfügung. Zu den Kunden von Interxion zählten vor allem an den Börsenstandorten auch Banken, Broker, MTFs und Kapitalmarktunternehmen sowie Unternehmen aus den Bereichen Mobilität, Gesundheit und FMCG.
In Deutschland gewann besonders der Standort Frankfurt am Main Bedeutung. Seit 1999 ließ die Interxion Deutschland GmbH 14 Rechenzentren errichten, die den wachsenden Bedarf an neuer Rechenzentrumsfläche und die zunehmende Bedeutung des Internets widerspiegelten. Das Rechenzentrum FRA12 wurde im Oktober 2017 eröffnet. Interxions Frankfurter Rechenzentren hosteten Teile des Internet-Knotens DE-CIX und war damit eine der größten Datenschaltstellen Europas. Die Interxion Rechenzentren in Düsseldorf hosteten den Internet-Knoten ECIX, den zweitgrößten Internet-Knoten in Deutschland. Darüber hinaus boten sie Zugang zu mehr als 80 führenden nationalen und internationalen Carriern, Internet-Service-Providern (ISPs) und Content-Distribution-Netzwerken (CDNs). Sie verfügten über mehr als 3400 Quadratmeter ausgebaute Rechenzentrumsfläche und über 10.000 Quadratmeter zusätzliche Shell-and-Core-Fläche.
In Österreich hatte Interxion einen Standort in Wien, der zu den am besten vernetzten Campus Europas gehörte und eine Connectivity zu mehr als 100 Carriern und Internet-Service-Providern bot. Interxion Österreich hostete die Internet-Knoten NetIX, NL-ix, Peering.cz, SOX und VIX.
In der Schweiz war Interxion mit drei Rechenzentren in Glattbrugg im Kanton Zürich vertreten. Diese zählten mit mehr als 45 angeschlossenen Carriern zu den am besten vernetzten des Landes. Interxion hostete die Internet-Knoten Swissix und NL-IX sowie den einzigen Amazon Web Services-Edge-Knoten in der Schweiz.

## Fusion
2019 gaben Interxion und Digital Realty Pläne für eine Fusion bekannt. Die Leitung des Unternehmens übernahm Bill Stein, der damalige CEO von Digital Realty. David Ruberg, bis dato CEO von Interxion, übernahm die operative Führung in Europa, dem Mittleren Osten und Afrika. Der neue Name des Unternehmens lautete zunächst „Interxion: A Digital Realty company“.
Am 12. März 2020 verkündeten die beiden Unternehmen den Zusammenschluss. 2024 war die Umfirmierung in Deutschland offiziell abgeschlossen, das Unternehmen heißt seither Digital Realty.

## Rechenzentren
Interxion betrieb zuletzt insgesamt 57 Rechenzentren, verteilt auf 13 Städte in elf Ländern. Zum 7. November 2019 standen 159.800 Quadratmeter Rechnerfläche zur Verfügung.
In Frankfurt am Main wurde das 16. Rechenzentrum im Jahr 2022 in Betrieb genommen.
Zur weiteren Vergrößerung des Interxion-Campus an der Hanauer Landstraße im Frankfurter Ostend hatte Interxion im Februar 2020 eine Fläche von rund 107.000 Quadratmetern der insgesamt rund 240.000 Quadratmeter großen Gesamtfläche des ehemaligen Neckermann-Geländes gekauft.
| Land                   | Stadt             | Anzahl Rechenzentren |
| ---------------------- | ----------------- | -------------------- |
| Belgien                | Brüssel           | 1                    |
| Deutschland            | Düsseldorf        | 3                    |
| Deutschland            | Frankfurt am Main | 16 (+1 im Bau)       |
| Dänemark               | Kopenhagen        | 2                    |
| Frankreich             | Paris             | 7                    |
| Frankreich             | Marseille         | 3                    |
| Irland                 | Dublin            | 3                    |
| Niederlande            | Amsterdam         | 9                    |
| Schweden               | Stockholm         | 5                    |
| Schweiz                | Glattbrugg        | 2                    |
| Spanien                | Madrid            | 2                    |
| Vereinigtes Königreich | London            | 2                    |
| Österreich             | Wien              | 2                    |
| Gesamt                 |                   | 57                   |

## Internet-Knoten
Internet-Knoten (Internet Exchanges) sind die Netzknoten des Internets. Sie dienen als Austauschpunkte für den Datenverkehr des Internets. In Interxions Frankfurter Rechenzentren befand sich seit 1999 mit DE-CIX einer der drei größten Internet-Knoten in Europa, und der Knoten mit dem weltweit höchsten Datendurchsatz. Europaweit bot Interxion Zugang zu zuletzt 21 derartigen Internet-Knoten, die meist auch in den Rechenzentren von Interxion betrieben wurden:
| Land                   | Stadt                 | Internet-Knoten                                                       |
| ---------------------- | --------------------- | --------------------------------------------------------------------- |
| Österreich             | Wien                  | VIX, NL-ix, SOX, Peering.cz, NetIX                                    |
| Belgien                | Brüssel               | BNIX                                                                  |
| Dänemark               | Kopenhagen            | NL-IX, DIX                                                            |
| Frankreich             | Paris, Marseille      | France-IX, France-IX Marseille, DE-CIX Marseille, PARIX, SFINX, NL-ix |
| Deutschland            | Düsseldorf, Frankfurt | ECIX, DE-CIX, DE-CIX Düsseldorf, NDIX                                 |
| Irland                 | Dublin                | INEX                                                                  |
| Niederlande            | Amsterdam, Hilversum  | AMS-IX, NL-ix, NDIX, NetIX                                            |
| Spanien                | Madrid                | Espanix, DE-CIX Madrid, NetIX                                         |
| Schweden               | Stockholm             | NetNod, STHIX, DATAIX, NetIX, NL-IX                                   |
| Schweiz                | Zürich                | Swissix, NL-ix                                                        |
| Vereinigtes Königreich | London                | LINX, LONAP                                                           |